# Giuseppe Comini
Giuseppe Comini (ur. 20 września 1922 w Genui, zm. 6 kwietnia 2011 w Pawii) – włoski szermierz, srebrny medalista mistrzostw świata.
Podczas mistrzostw świata w Rzymie w 1955 roku Włosi w składzie: Giuseppe Comini, Gastone Darè, Roberto Ferrari, Arturo Montorsi, Luigi Narduzzi i Renzo Nostini zdobyli srebrny medal w turnieju drużynowym szablistów. Był to jego jedyny medal wywalczony w zawodach tego cyklu.
Wystartował na igrzyskach olimpijskich w Melbourne w 1956 roku, gdzie w szabli drużynowej zajął piąte miejsce. Był to jego jedyny występ olimpijski.